# Orzeł stepowy
Orzeł stepowy (Aquila nipalensis) – gatunek dużego ptaka drapieżnego z rodziny jastrzębiowatych (Accipitridae), zamieszkujący stepy południowo-wschodniej Europy i Azji, od Rumunii do Mongolii. Wędrowny. Ptaki z dalekiego wschodu zimują w Indiach i południowo-wschodniej Azji, pozostałe – w Afryce. Sporadycznie zalatuje do Polski. Zagrożony wyginięciem.

## Systematyka

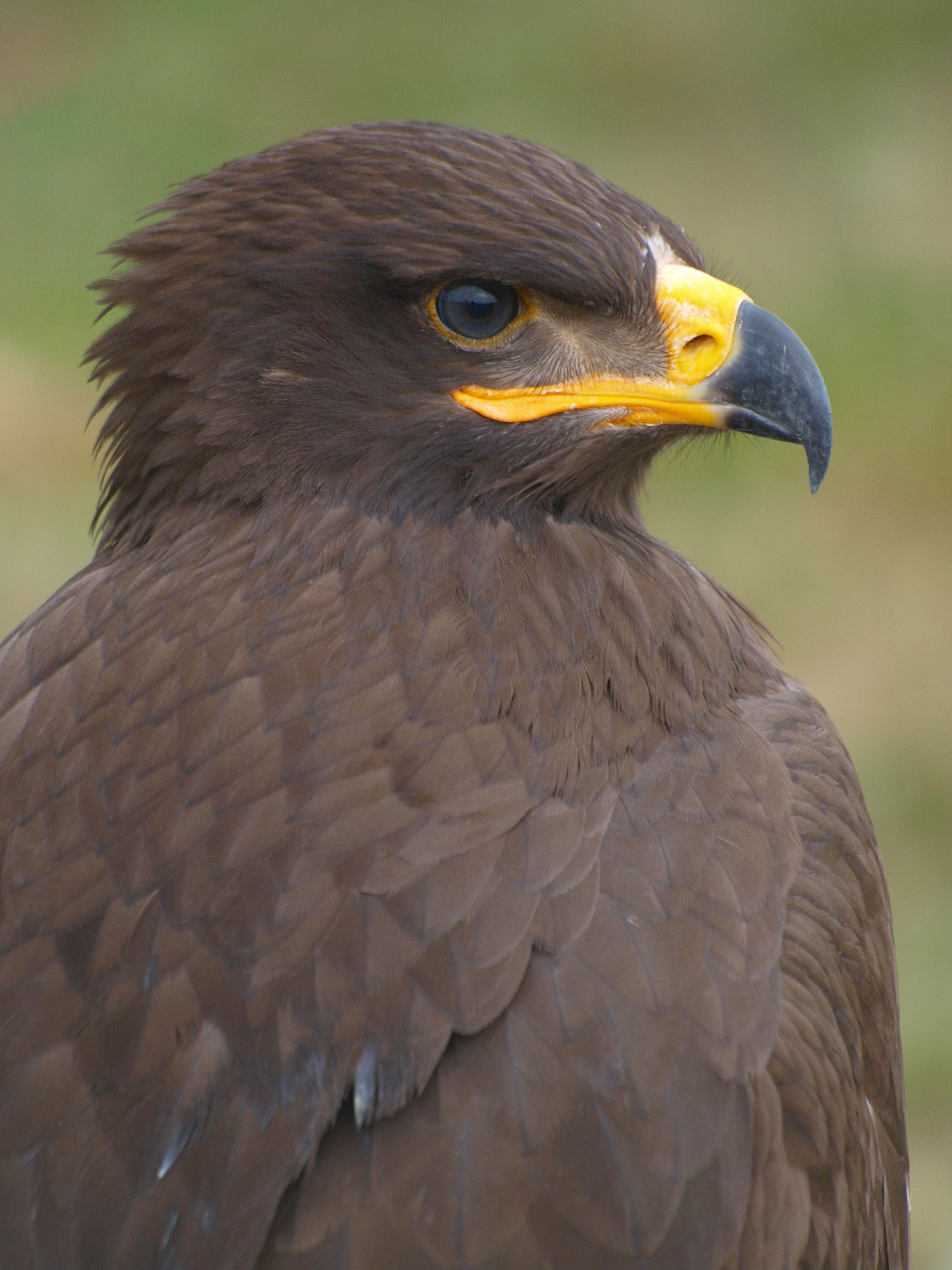
Orzeł wschodni (A. nipalensis orientalis)

Dawniej uważano, że orzeł stepowy jest blisko spokrewniony z osiadłym orłem sawannowym (Aquila rapax) i obie formy zaliczano do jednego gatunku. Badania DNA wykazały jednak, że są to dwa osobne gatunki.

## Podgatunki i zasięg występowania
Wyróżniono dwa podgatunki A. nipalensis:
- orzeł wschodni (A. nipalensis orientalis) – gniazdują w centralnej Anatolii na obszarze od południowo-wschodniej Rosji w europejskiej części po jezioro Bałchasz (Kazachstan) lub, prawdopodobnie Tienszan i Ałtaj. Zimują na Bliskim Wschodzie, w Arabii oraz we wschodniej i południowej Afryce[7].
- orzeł stepowy (A. nipalensis nipalensis) – Ałtaj i Tybet na wschód po północno-wschodnie Chiny; zimują głównie w południowej i południowo-wschodniej Azji[7].

W Polsce do końca 2021 stwierdzony 24 razy.

## Morfologia
Długość ciała 60–81 cm, masa ciała samca 2000–3500 g, samicy 2300–4900 g, rozpiętość skrzydeł 165–214 cm. Upierzenie ciemnobrązowe z delikatnym fioletowym połyskiem. Ogon poprzecznie prążkowany. Osobniki młodociane jaśniejsze, na potylicy zazwyczaj jasnobrązowa plama. Dziób ciemnoszary, palce żółte. Łatwo go pomylić z orłem przednim lub orlikiem grubodziobym.
Przy zamkniętym dziobie jego żółta linia sięga daleko, zazwyczaj do końca oka, a niekiedy za nie. Otwory nosowe owalne, nogawice szerokie. We wszystkich szatach lotki I i II rzędu prążkowane; cecha ta lepiej widoczna jest u starszych ptaków. Skrzydła długie, dłoń palczaście rozłożona, 4. lotka wyraźnie dłuższa od 3. Młode ptaki wyróżniają się szerokim, jasnym pasem odgraniczającym jaśniejsze pokrywy podskrzydłowe od ciemniejszych lotek; cecha ta widoczna jest w locie.

## Tryb życia

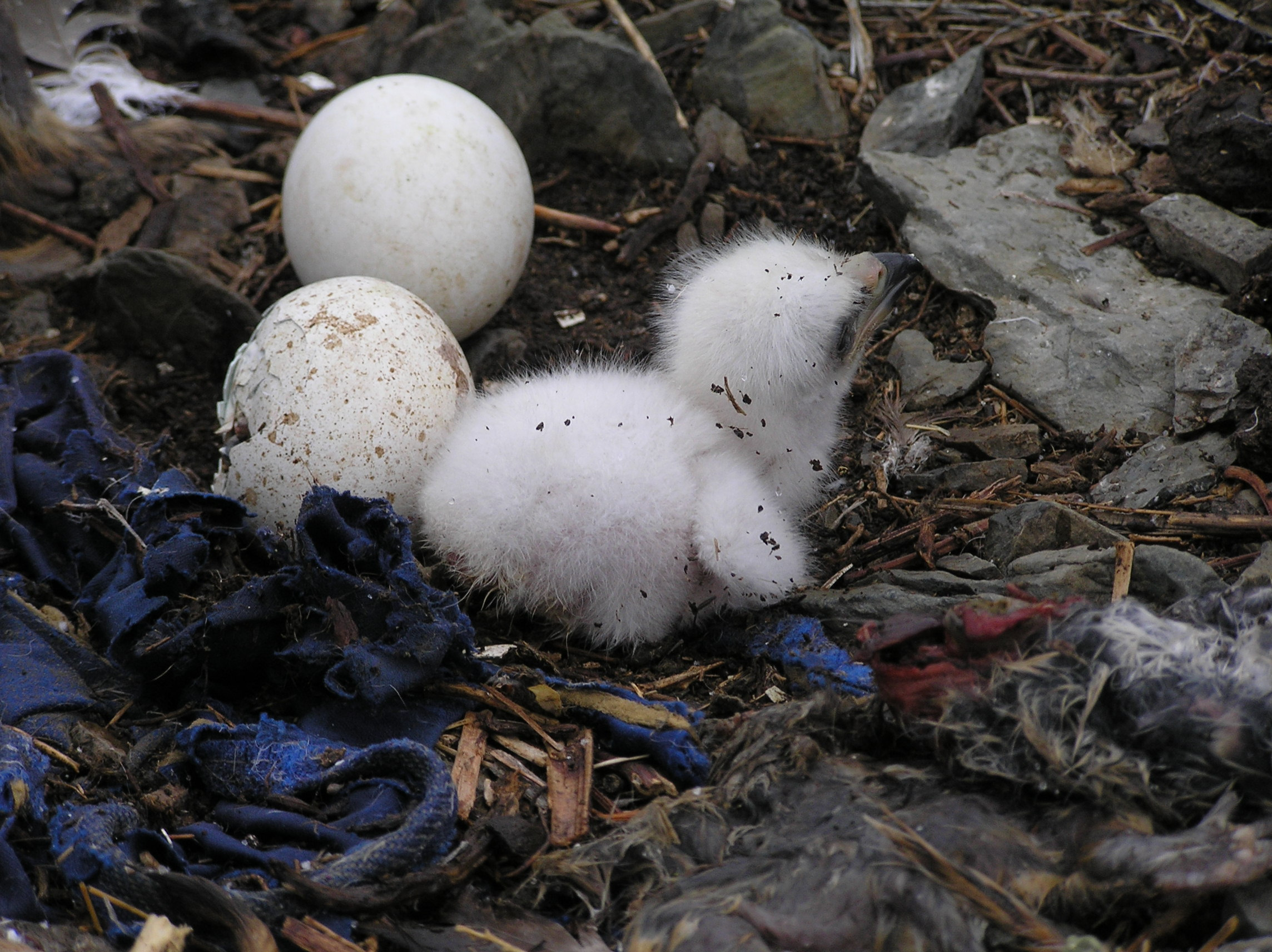
Jajo i świeżo wyklute pisklę

W sezonie lęgowym orły stepowe zamieszkują otwarte przestrzenie stepów i półpustyń, a na wschodzie zasięgu lęgowego także i na pustyniach i w górach. Poza sezonem lęgowym zasiedlają sawanny i obszary górskie do wysokości 4500 m n.p.m., ogółem podobne siedliska co orły sawannowe. Gniazduje na ziemi, a jeśli jest możliwość to na drzewie. Jeden lęg w roku, w zniesieniu 1 do 3 jaj znoszonych co 3 dni. Wysiaduje zasadniczo samica, przez 39–45 dni. Pisklęta opuszczają gniazdo po około 50 dniach, lecz rodzice zaprzestają karmienia dopiero po upływie niemal 70 dni. Dojrzałość płciową młode osiągają w czwartym roku życia.
Żywi się głównie padliną, również gryzoniami i innymi małymi ssakami (maksymalnie wielkości królika) i ptakami (wielkości kuropatwy).

## Status i ochrona
Międzynarodowa Unia Ochrony Przyrody (IUCN) od 2015 klasyfikuje orła stepowego jako gatunek zagrożony (EN, Endangered) ze względu na szybko spadającą liczebność populacji. Poprzednio miał on status gatunku najmniejszej troski (LC, Least Concern).
Na terenie Polski gatunek ten jest objęty ścisłą ochroną gatunkową.